# 180°
「180°」（ヒャクハチジュウド）は、日本のシンガーソングライター・山猿の3作目（通算5作目）のデジタルシングル。

## 概要
- 前作「風」から約3ヶ月ぶり、デジタルシングルとしては「桜色の記憶…」から約8ヶ月ぶりのシングル。
- 「赤い実ハジケタ恋空の下」以来4作ぶりのノンタイアップシングルとなった。
- 同年夏に敢行したライブハウスツアー『あいことばは山猿です!! Tour 2015〜夏の陣〜』で初披露され、ファンから音源化の要望が多数寄せられたため急遽シングル化された[1]。
- レコチョク邦楽ヒップホップ/R&B/レゲエチャートにて自身初の2週連続首位を獲得した。

## 収録曲
| #  | タイトル | 作詞 | 作曲           | 編曲     | 時間 |
| -- | -------- | ---- | -------------- | -------- | ---- |
| 1. | 「180°」 | 山猿 | 山猿、津波幸平 | 津波幸平 | 4:18 |

### 解説
1. 180°
山猿としては数少ない失恋をテーマにしたバラード[1]。

## 参加ミュージシャン
- 山猿：Vocal

Support Musician
- 津波幸平：Track & Bass
- 今村公治：Drums
- 金子健太郎：Guitar
- 阿部雅宏：Piano
- 三宅典子ストリングス：Strings

## 収録アルバム
- あいことば3
- 超あいことば -THE BEST-
- 確かにあの日々は恋だった。